# Ordine al merito di Samoa
L'Ordine al merito di Samoa è un'onorificenza di Samoa. È stata istituita nel 1999 ed è conferita dal Capo dello Stato di Samoa per servizi resi a Samoa o per meriti conseguiti nel campo della scienza, dell'arte, della letteratura e della religione. L'onorificenza può essere conferita a cittadini di Samoa e a stranieri; per i samoani c'è un numero massimo di persone che possono essere insignite dell'onorificenza (15 persone viventi), mentre per gli stranieri non c'è un numero massimo. Gli insigniti dell'onorificenza hanno il diritto di usare le lettere post-nominali OM.